# Syston
Syston è un paese di 11 508 abitanti della contea del Leicestershire, in Inghilterra.